# Calle 55 (línea West End)
La Calle 55 es una estación en la línea West End del Metro de Nueva York de la división A del Interborough Rapid Transit Company. La estación se encuentra localizada en Borough Park en Brooklyn entre la Calle 55 y la Avenida New Utrecht. La estación es servida en varios horarios por los trenes del Servicio  y .

## Enlaces externos

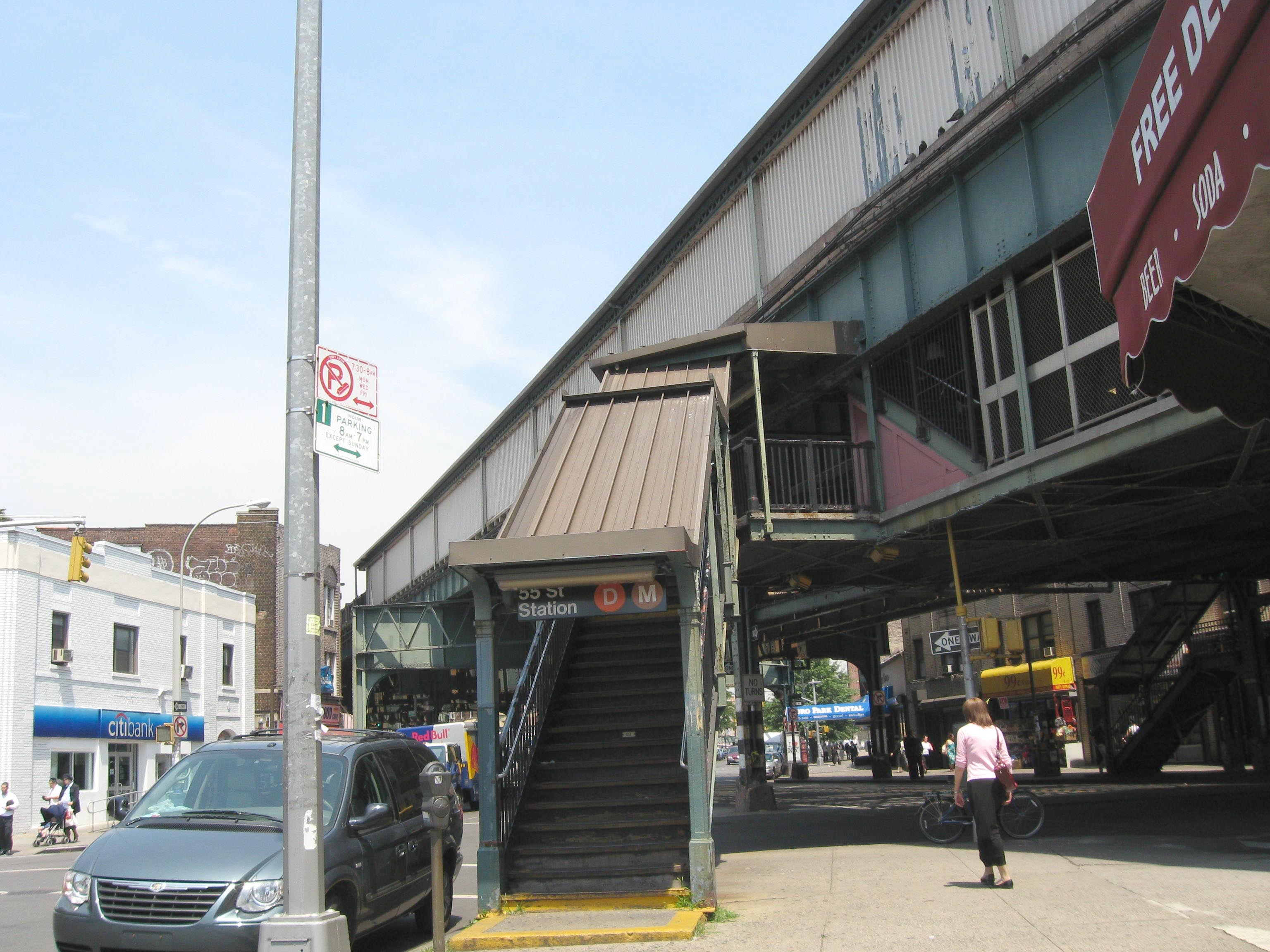
Escalera